# Roberto Lopes (sacerdote)
Dom Roberto Lopes O.S.B. (Guarapuava, 12 de fevereiro de 1954) é um presbítero católico e monge beneditino brasileiro. Foi abade do Mosteiro de São Bento do Rio de Janeiro entre 2004 e 2010.

## Biografia
Nasceu Antônio Lopes em Guarapuava, filho de Vercy Lopes e Ermínia Martello Lopes, sendo o terceiro de cinco irmãos (quatro homens e uma mulher). Na infância, mudou-se para Santos. Em 1977, passou a residir na capital paulista. Exerceu a profissão de bancário.
Ingressou como postulante no Mosteiro de São Bento de São Paulo em 1979. Foi dos fundadores do Mosteiro de Ponta Grossa em 1981, aí tendo feito sua profissão temporária a 24  de novembro de 1984, três anos depois fazendo a profissão solene. Seu nome religioso foi inspirado em São Roberto de Molesme (1029-1111), monge beneditino do século XI, reformador da Ordem Beneditina e, anos mais tarde, fundador da Ordem de Cister. Foi ordenado sacerdote a 10 de dezembro de 1988 por Dom Geraldo Cláudio Luiz Micheletto Pellanda, CP, então bispo de Ponta Grossa.
Residiu em Roma de 1993 a 1995, aí ajudando a comunidade da Abadia de São Paulo Fora-dos-Muros e fazendo vários cursos de especialização: Monástica, em Santo Anselmo; Espiritualidade no Theresianum; Teologia da Vida Religiosa no Claretianum. Desempenhou diversos cargos no seu Mosteiro de Ponta Grossa, salientando-se também como conferencista e pregador de retiros.
Em 2002 foi co-visitador do Mosteiro do Rio de Janeiro, por ocasião da visita apostólica nele realizada pelo Abade Presidente da Congregação Beneditina do Brasil. Este ano passou a integrar o grupo de monges enviados pelo Mosteiro de Ponta Grossa para auxiliar o Mosteiro de  Egmond na Holanda, onde esteve por três meses, voltando ao Brasil ao ser nomeado prior do Mosteiro do Rio de Janeiro. Em 13 de julho de 2004, Dom Roberto Lopes foi eleito abade do Mosteiro de São Bento do Rio de Janeiro. A bênção abacial foi feita pelo cardeal Dom Eusébio Oscar Scheid, SCJ, em 21 de agosto de 2004.
Dom Roberto permaneceu à frente da Abadia de Nossa Senhora do Monserrate por seis anos. Em 7 de agosto de 2010, durante visita canônica oficiada por Dom Emanuel d'Able do Amaral, OSB, arquiabade da Abadia de São Sebastião em Salvador, Dom Roberto Lopes, apresentou sua renúncia ao cargo.
Em 9 de dezembro de 2018, comemorou seus 30 anos de ordenação sacerdotal com missa em ação de graças presidida pelo cardeal arcebispo Dom Orani João Tempesta, OCist, na Igreja Matriz de Sant'Ana no Rio de Janeiro.